# Dreiundsiebzig
Die Dreiundsiebzig (73) ist die natürliche Zahl zwischen 72 und 74. Sie ist ungerade und eine Primzahl.

## Mathematik
Sie ist die 21. Primzahl und zudem eine permutierbare Primzahl. Außerdem ist die 73 die 18. glückliche Zahl.

## Chemie
73 ist die Ordnungszahl von Tantal.

## Bedeutungen und Zusammenhänge
- 73 ist im Amateurfunkdienst eine betriebliche Abkürzung von „Viele Grüße“, die ihren Ursprung in der Verwendung als Betriebsabkürzung in der Telegrafie hat.[2][3]
- Außerdem der Titel der (ehemaligen) amerikanischen Amateurfunkzeitschrift 73 Amateur Radio.
- Jede natürliche Zahl kann als Summe von höchstens 73 Potenzen der Ordnung 6 geschrieben werden, siehe Waringsches Problem.
- 73 ist die Lieblingszahl von Sheldon Lee Cooper aus der Serie The Big Bang Theory. Er begründet es in der (73.) Folge Die animalische Amy wie folgt: Die 73 ist die 21. Primzahl, ihre Spiegelzahl – die 37 – ist die 12. Primzahl. Deren Spiegelzahl wiederum – die 21 – ist das Produkt der Multiplikation von 7 und 3. Es konnte mathematisch gezeigt werden, dass 73 tatsächlich die einzige Zahl („Sheldon-Primzahl“) mit diesen Eigenschaften ist.[4][5] Zudem ist 73 ein binäres Zahlenpalindrom, da es vorwärts wie rückwärts geschrieben 1001001 lautet.[6][7][8] Der Morsecode −−··· ···−− ist ebenfalls spiegel- bzw. punktsymmetrisch und kann als Symmetrie akustisch wahrgenommen werden.[9] Jim Parsons, der Schauspieler von Cooper, war zur Produktionszeit der Folge 37 Jahre alt, da er 1973 geboren wurde.